# Tom McClintock
Thomas Miller McClintock II, detto Tom (White Plains, 10 luglio 1956), è un politico statunitense, membro della Camera dei Rappresentanti per lo stato della California dal 2009.

## Biografia
Nato nello stato di New York, dopo la laurea all'UCLA entrò in politica con il Partito Repubblicano.
Nel 1982 venne eletto all'interno della legislatura statale della California e vi rimase per altri quattro mandati, finché nel 1992 tentò infruttuosamente di farsi eleggere alla Camera dei Rappresentanti, venendo sconfitto da Anthony Beilenson.
Nel 1994 perse le elezioni a State Comptroller, quindi nel 1996 si ricandidò per il seggio della legislatura statale e lo riottenne, rimanendovi fino al 2000. Nel 2002 si candidò nuovamente alla carica di State Comptroller, venendo sconfitto per la seconda volta.
Nel 2003 prese parte alla elezione per la revoca del governatore della California, allora Gray Davis, ma finì terzo alle spalle di Arnold Schwarzenegger e dell'allora vicegovernatore Cruz Bustamante. Nel 2006 si candidò alla carica di vicegovernatore, ma venne sconfitto dal democratico John Garamendi.
Nel 2008 riprovò a farsi eleggere alla Camera dei Rappresentanti, candidandosi per il seggio lasciato vacante dal deputato John Doolittle e riuscì a vincere di misura le elezioni. Nelle successive tornate elettorali venne riconfermato con percentuali maggiori.
Ideologicamente Calvert si configura come un repubblicano molto conservatore.